# Ráday László
Ráday László magyar nóta énekes, a Horthy-korszak népszerű előadója. Pályáját meghatározta a trianoni békeszerződés utáni Magyarország hol hazafias, hol irredenta propagandájának zenei világa. Ennek folytatásaként beállt azon művészek sorába, akik a háborúban való részvételre lelkesítették a lakosságot és a katonákat. Jellegzetes és legjobban ismert műve az Első levél (Ne sírj utánam kedvesem)(Címlap). Részvevője volt az első nótaolimpiának, ahol ezüstkoszorúval tüntették ki. IPI kódja 00025205718
Gyermekei: Ráday Ákos, Ráday Csilla Ágota (1941), Rádai Kálmán

## Élete
Teljes neve Ráday László József. Apja Ráday József, anyja Szalay Mária Vilma. 1938-ban házasságot kötött Hanke Klára Julianna Leoploldinával. 
A Magyar Királyi Állami Operaház tagja, ügyelője, Palló Imre operaénekes barátja. 1944-ben több filmnek is a főszereplője, többek között az Ambrus Film által készített " Ne sírj utánam kedvesem " című filmnek. Ő játszotta Nagy Istvánt, "aki úgyis hazajön". A filmplakát alapján mint "ludovikás tisztet" 1945-ben internálják a dél-budai táborba. Rendőrindulót komponált Münnich Ferenc rendőr tábornok látogatása alkalmából. 1945 után el kellett hagynia Budapestet és Miskolcon telepedett le. Vendéglátóipari zenészként élt nyugdíjba vonulásáig. Dalait a Magyar Rádió műsoron tartotta, majd 1980-ban megjelent egy válogatáslemez, melyen az általa írt "Ha fáj a szívünk" című dal is hallható, Kalmár Pál előadásában. Ez a dal később szerepelt a "6:3" Játszd újra Tutti című filmben is, Kállai Ferenc előadásában, Cseh Tamás és Péterdi Péter hangszerelésében. Ráday kiváló társasági ember volt, történeteit életéről és életéből sokan szívesen hallgatták. Magánélete zaklatottabb volt, többször nősült. 1986-ban bekövetkezett halálakor nevelt lányával élt együtt Miskolcon, ott is temették el.

## Dalai
Saját szerzeményei 
Hiába mondod, hogy gyűlölsz (Hiába) (szöveg: Rákosi János)
Páros csillag(CD)
Első levél (szöveg: Szécsén Mihály)
Nem szégyen a szegénység (szöveg: Kéry K. Arnold) előadó: László Imre
Mikor esti fényben áll a Nagykörút
Ha fáj a szívünk (szöveg: Sárosi László) előadó. Kalmár Pál
Vénasszonynak nem való a pántlika ( a dalt is és a szöveget is Ráday László írta)
Egy gyűjteményben a következő dalok lelhetők fel:(Katalógus) (legtöbbjüknek nem ő a szerzője)
Nem felejtünk
Csak még egyszer tudnék hazamenni
Megfogadtam én már százszor (Miért sírjuk a múltat vissza)
Esik eső süt a nap
Ezt az utcát hogyha járom (Sárdy János, Pertis Jenő cigányzenekarával) Durium Pátria
Betyáros kis kalapomat
Nem tudom az életemet (szöveg: Kellér Dezső)
Repül a szán
Édes hazám, ha meghallod szavamat(Édes hazám)
Megérett a kukorica (Lexikon) (szöveg: Magyarády Jenő)
Kocsiút, gyalogút
Hej, virágszál
Bazsarózsa
Piros pünkösd napján
Pipacserdő
Búzavirág
Aki nékem mindenem volt (id. Kalmár Tibor)
Minden örömem
További dalok:
Túl a Tiszán (Dal egy bogárhátú házról)(Bogárhátú)

## Film és színpad
Kétszer is látható a Két lány az utcán című filmben(Film),(imdb) Fényes Szabolcs – Békeffy István:
Kár minden szó
No, de hogy le tetszett fogyni! (Rácz Valival)
Saját szerzeménye hallható A tizedes meg a többiek című filmben:
Első levél (Ne sírj utánam kedvesem) ISWC T-007.131.052-5
Ennek a története tipikusan "Ráday". A hatvanas években Rudabányán a Bányász Presszóban zongorázott, és játszotta saját dalait is. A filmes stáb véletlenül pont ide tért be egy kávéra, és azonnal felismerték a "tékozló fiút". A "Ne sírj utánam kedvesem" eredeti lemezét ő adta át, hogy abban a jelenetben ahol Darvas Iván a "báró" és Major Tamás cukrot dob a kutyának, korhűen hallható legyen a dal. Sajnálatos módon az elkészült film stáblistáján elfelejtettek megemlékezni róla, csak Sárközi Györgyöt a film zeneszerzőjének a nevét tüntették fel. Az hogy ki is Nagy István, találgatások tárgya volt. Valójában ő "Nagy István, az 1944-ben készült ugyanazon című film főszereplője, egy szakaszvezetőt alakít benne aki indul a frontra. A film az Ambrus Film gondozásában készült el. Kópiája nem maradt meg.
A Budapest Orfeum Budapest Orfeum című, népszerű régi dalokból összeállított zenés darabban hallható volt ennek egy részlete 